# Maxion Wheels
Maxion Wheels ist ein deutscher Hersteller von Autofelgen mit Sitz in Königswinter. Das Unternehmen produziert sowohl Stahl- als auch Aluminiumräder.

## Geschichte
Die Wurzeln des Unternehmens finden sich in der 1908 entstandenen Hayes Wheels, die Holzräder für Fords Modell T lieferte, und der 1919 von Johann Lemmerz gemeinsam mit seinen Brüdern in Königswinter gegründeten Lemmerz-Werk GmbH. 1997 fusionierten Hayes Wheels International und Lemmertz-Werk zu Hayes Lemmerz International Inc. Von der Absatzschwäche der Automobilindustrie im Zuge der Finanzkrise 2007–2008 war Hayes-Lemmerz als Zulieferer ebenfalls betroffen. Wegen Überschuldung musste das Unternehmen in den USA 2009 ein Insolvenzverfahren nach Chapter 11 durchführen. Zwei Jahre später wurde Hayes Wheels International durch Iochpe-Maxion übernommen.
In Brasilien entstand 1938 die Iochpe-Gruppe, die 1978 in die Fahrzeugbranche expandierte und seit 1984 an der brasilianischen Börse notiert ist. Die Iochpe-Maxion-Gruppe übernahm 2012 die Hayes Lemmerz International, die zum Kern von Maxion Wheels wurde.

## Struktur
Die Maxion Wheels Holding GmbH ist die geschäftsführende, beteiligungshaltende Muttergesellschaft der deutschen Beteiligungen der Maxion Wheels Europe S.à.r.l., die wiederum zur Maxion Wheels U.S.A. LLC gehört.

## Werke

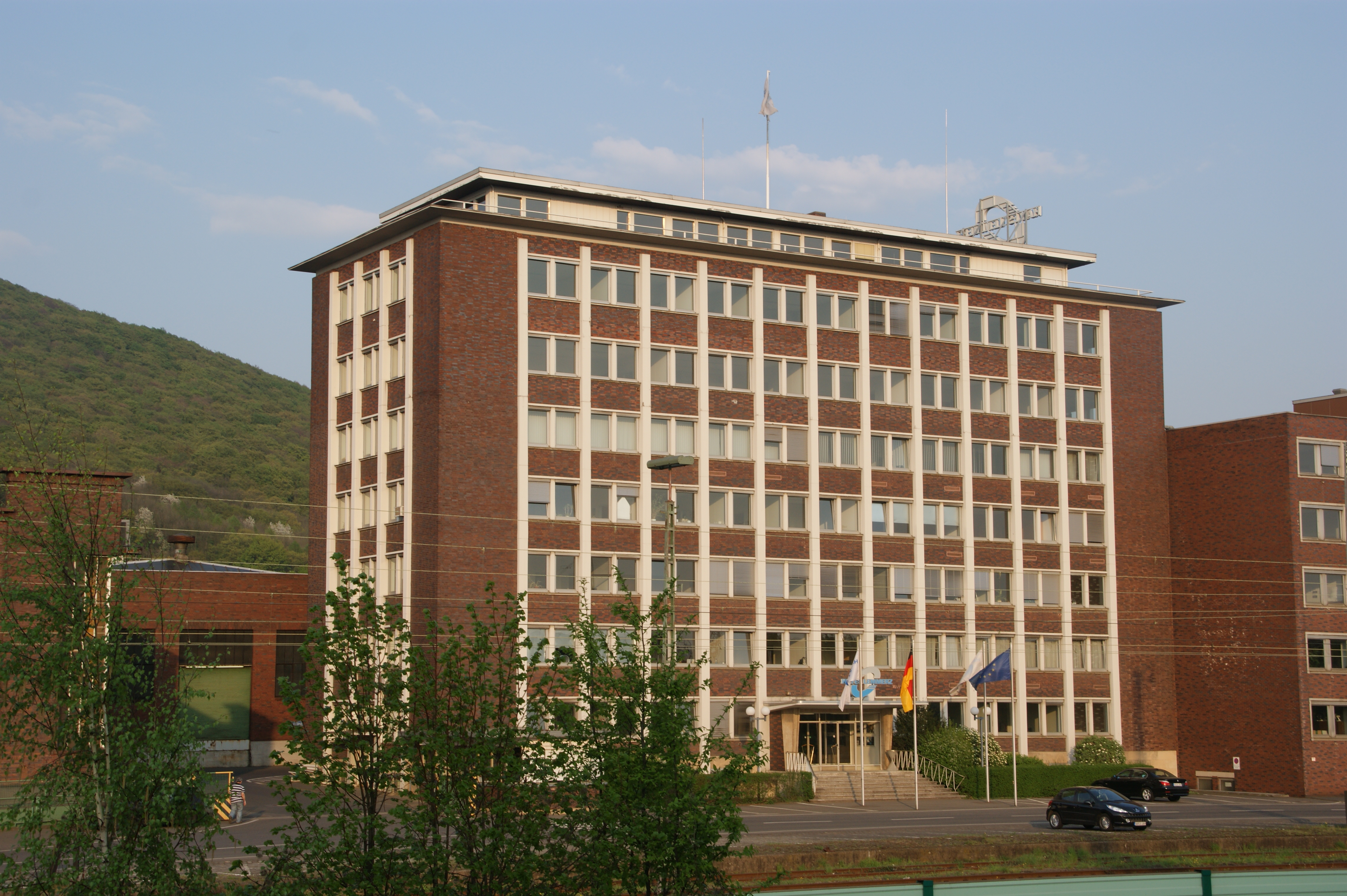
Lemmerz-Verwaltungsgebäude in Königswinter

- Königswinter, Deutschland
- Ostrava, Tschechien (Alukola)
- Dello, Italien
- Manresa, Spanien
- Manisa, Türkei (İnci)
- Saraburi, Thailand
- Johannesburg, Südafrika
- Pune, Indien
- Chihuahua, Mexico
- San Luis Potosí Mexico
- Sedalia (Missouri), USA